# Martin Marić
Pour les articles homonymes, voir Marić.
Martin Marić, né le 19 avril 1984 à Belgrade, est un athlète croate, spécialiste du lancer de disque.

## Biographie
Lors des Jeux méditerranéens 2013, à Mersin, il remporte la médaille d'or avec la même marque que le deuxième et deux cm d'avance sur le troisième.
En 2014, avec 67,92 m, il reprend le record national à Roland Varga en l'améliorant de 72 cm. Il avait brièvement détenu ce record en 2010 avec 64,74 m. Quelques jours avant les championnats d'Europe, il est suspendu provisoirement à la suite de résultats d'analyse anormaux.

## Palmarès
| Date | Compétition                   | Lieu       | Résultat | Marque  |
| ---- | ----------------------------- | ---------- | -------- | ------- |
| 2003 | Championnats d'Europe juniors | Tampere    | 2e       | 58,59 m |
| 2013 | Jeux méditerranéens           | Mersin     | 1er      | 61,46 m |
| 2014 | Championnats des Balkans      | Pitești    | 1er      | 62,91 m |
| 2017 | Championnats des Balkans      | Novi Pazar | 1er      | 61,20 m |

## Records
| Épreuve          | Marque  | Lieu        | Date        |
| ---------------- | ------- | ----------- | ----------- |
| Lancer du disque | 67,92 m | Chula Vista | 17 mai 2014 |